# Tel Karpas
Tel Karpas (hebrejsky: תל כרפס) je výšina o nadmořské výšce cca - 250 metrů v severním Izraeli, v Bejtše'anském údolí.
Leží v zemědělsky intenzivně využívané krajině cca 7 kilometrů jihovýchodně od města Bejt Še'an a necelý 1 kilometr severně od vesnice Kfar Ruppin. Má podobu nevýrazného odlesněného návrší, které na východní straně míjí řeka Jordán, do níž podél jižní strany pahorku ústí vádí Nachal Avuka. Na západ od pahorku leží rovinatá krajina Bejtše'anského údolí, jíž prochází lokální silnice 6688 do Ma'oz Chajim. Na jižní straně se v prostoru vesnice Kfar Ruppin zvedají další pahorky jako Tel Kataf nebo Tel Artal. Na severu leží při řece Jordán návrší Giv'at Chacvim.